# Arêtes du Gerbier
Pour les articles homonymes, voir Gerbier.
Les arêtes du Gerbier (2 109 mètres) sont un sommet du massif du Vercors en France.

## Géographie

### Situation
Les arêtes du Gerbier sont situées entre les communes de Villard-de-Lans, de Corrençon-en-Vercors, de Saint-Paul-de-Varces et du Gua. L'ensemble qu'elles forment avec le Ranc des Agnelons (1 974 mètres), un peu plus au nord, est compris entre le col Vert et le pas de l'Œille.

### Géologie
Ce secteur du rebord oriental du Vercors est constitué par la crête particulièrement acérée et déchiquetée qui a donné son nom aux arêtes du Gerbier. Celles-ci sont formées par des couches urgoniennes très redressées assez proches de la verticale jusqu'à être localement renversées vers l'est.
Au niveau du col Vert, ce redressement des couches est dû à leur appartenance au flanc oriental du synclinal de Cornafion avec différentes variations mais de plus en plus modéré, au-delà du Ranc des Agnelons dans la partie sud de cet ensemble de crêtes. Au niveau du revers est des arêtes du Gerbier, le flanc oriental du synclinal de Cornafion se fait trancher en biseau par la surface du chevauchement de l'Éperrimont,.

## Histoire
C'est sur la face est du Gerbier, dans la voie de la Fissure en arc de cercle, que l'alpiniste Lionel Terray a trouvé la mort avec son ami Marc Martinetti, également grimpeur expérimenté, le 19 septembre 1965.
Après trois jours de recherche, une colonne de secouristes a retrouvé leurs corps emmêlés dans la corde qui les reliait lors de leur montée. Les conditions de leur dévissage ne furent jamais élucidées.

## Alpinisme et escalade
Les falaises verticales de la face est, surplombant Le Gua et la vallée de la Gresse, sont très prisées par les amateurs d'escalade, avec des hauteurs pouvant atteindre 400 mètres. La face ouest est parcourue d'itinéraires d'escalade plus courts. Dans le cadre d'une initiation à l'alpinisme, de nombreux amateurs réalisent la traversée des arêtes entre la Double brèche (1 950 mètres) au-dessus du hameau de Prélenfrey et le pas de l'Œille plus au sud.
Avec la paroi Rouge du cirque d'Archiane, la face est du Gerbier est la plus vaste et raide du massif du Vercors. Sur les hauteurs du hameau de Prélenfrey (commune du Gua), plusieurs centaines de mètres de verticalité calcaire se dressent sur une distance de deux kilomètres. Au centre de cette muraille, un large bouclier de dalles ponctué de quelques toits et bombés sidéraux est encore en 2020 le théâtre de l’escalade de haut niveau.

Quelques photos des arêtes du Gerbier
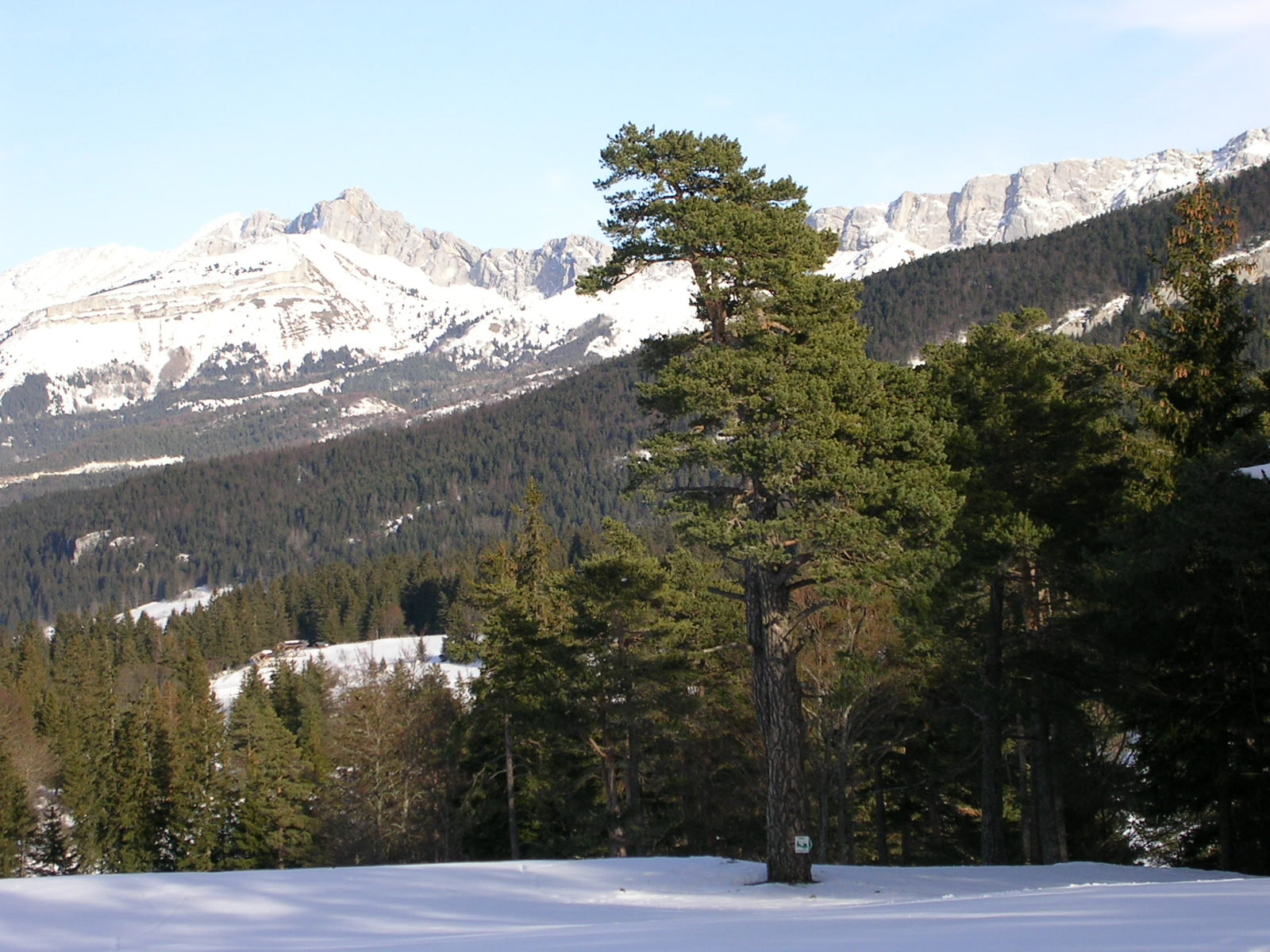
À droite, face ouest, depuis Corrençon-en-Vercors.
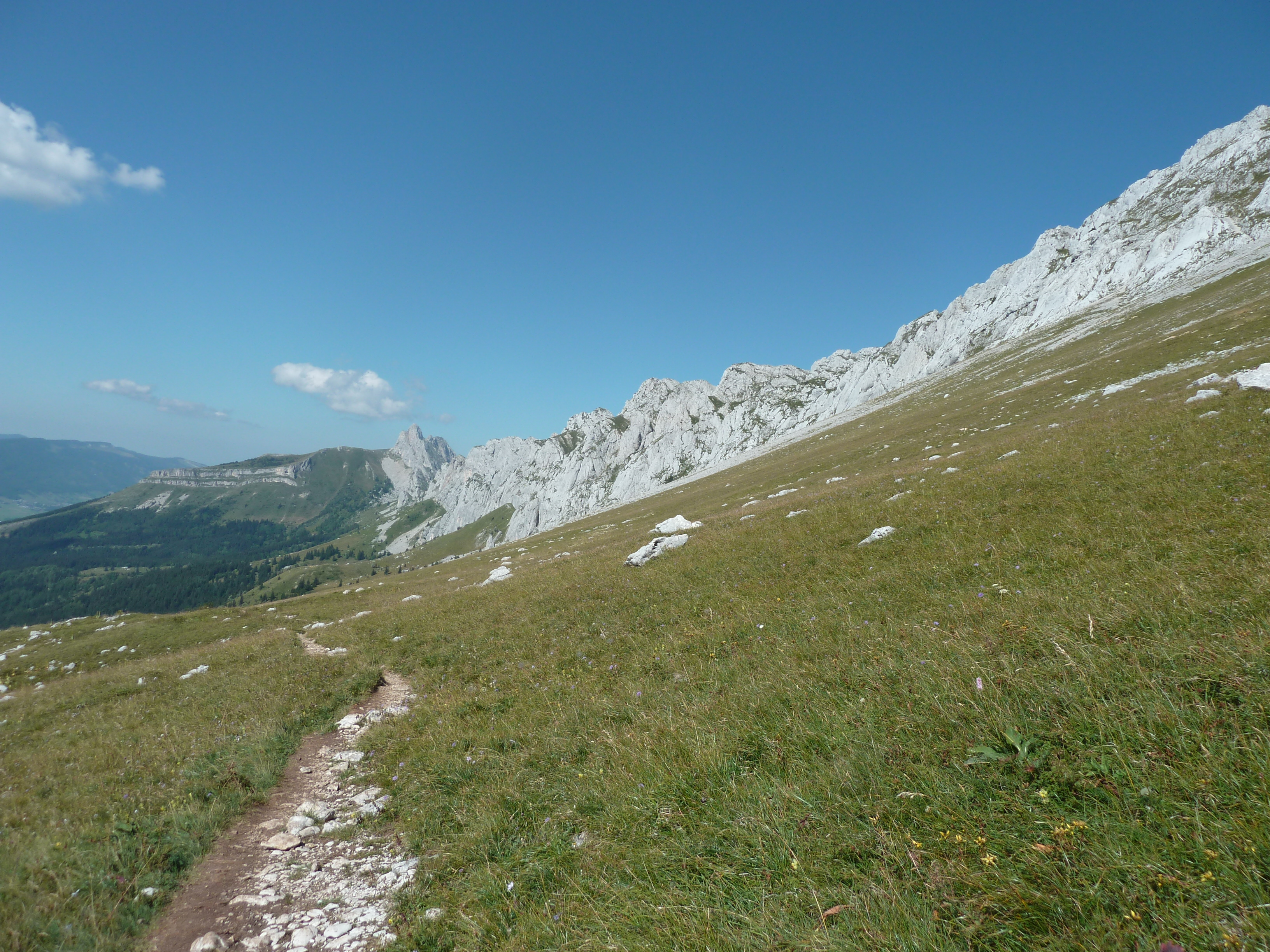
Les arêtes versant Vercors.
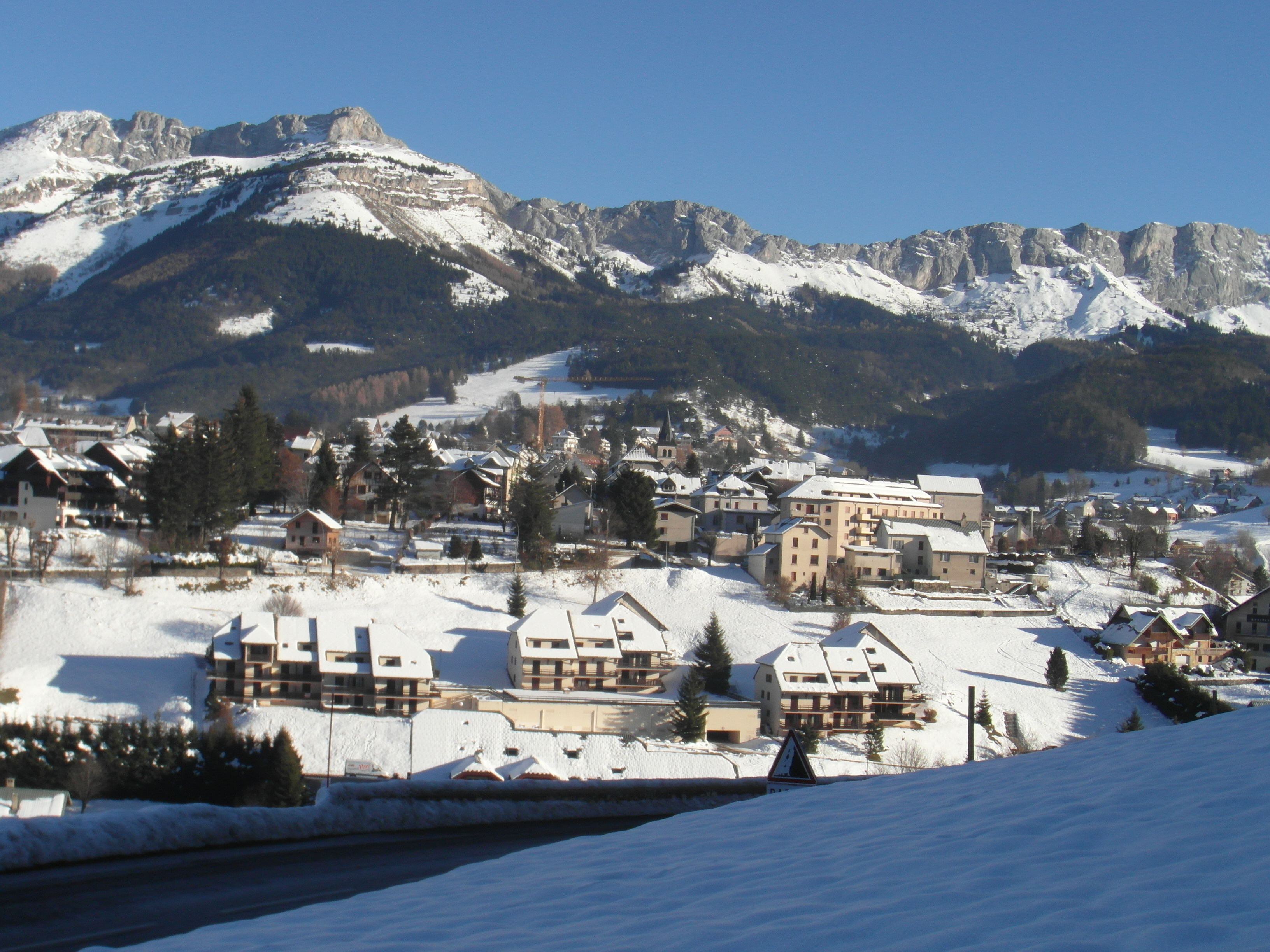
Le village de Villard-de-Lans, dominé par les arêtes du Gerbier.
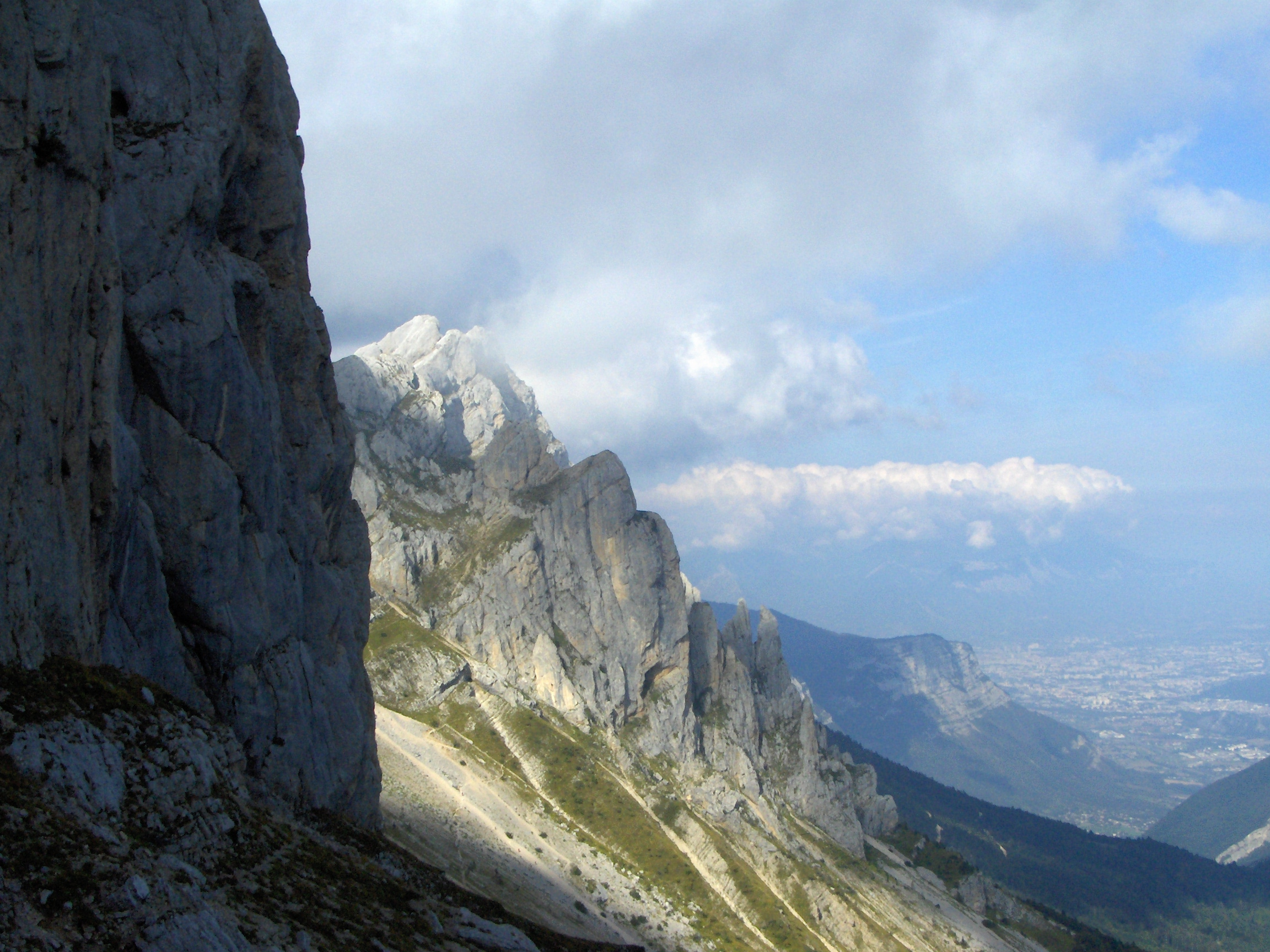
Les arêtes versant vallée du Drac.
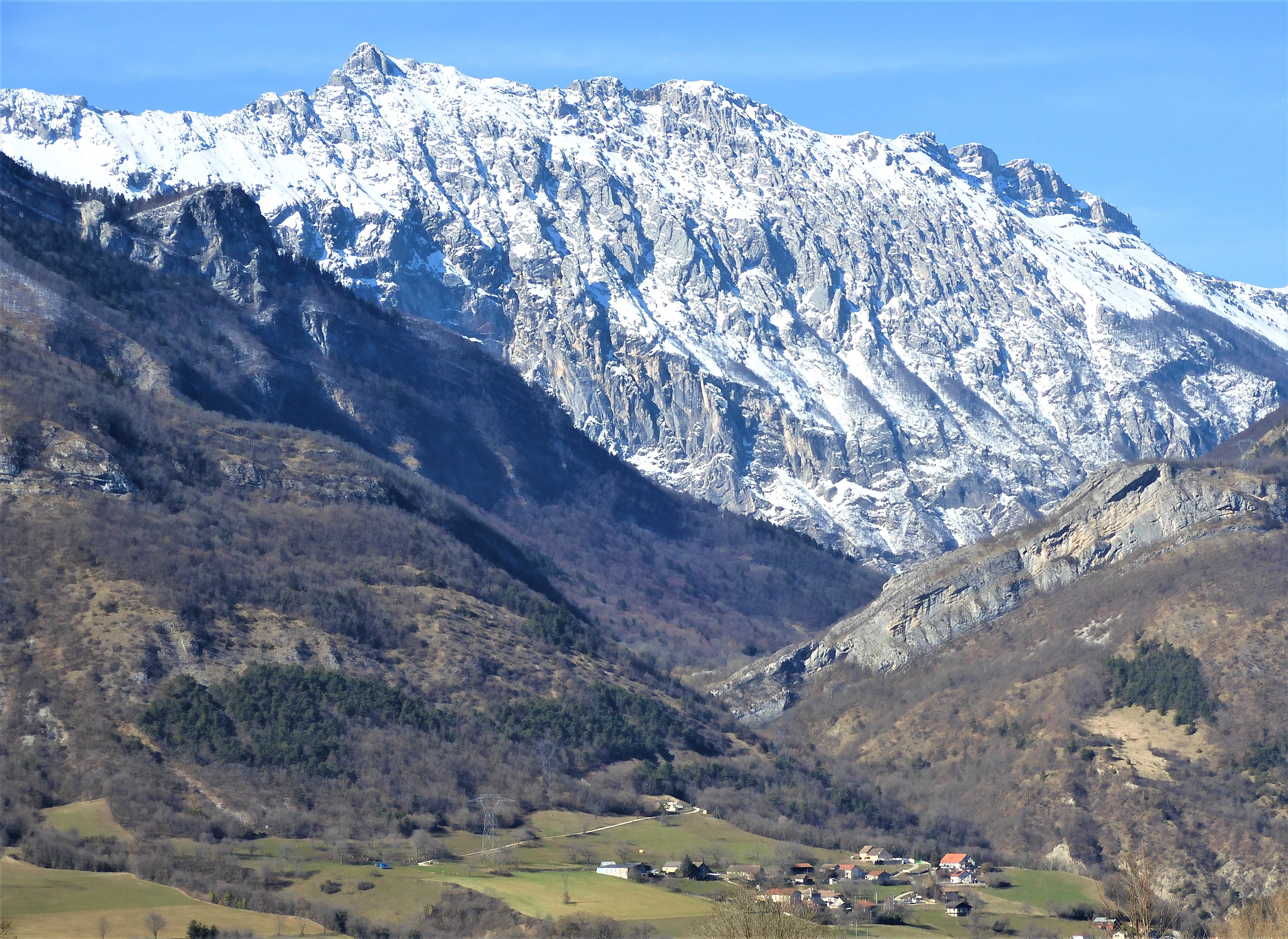
Arêtes du Gerbier et le village de Prélenfrey depuis l'ancienne RN75.
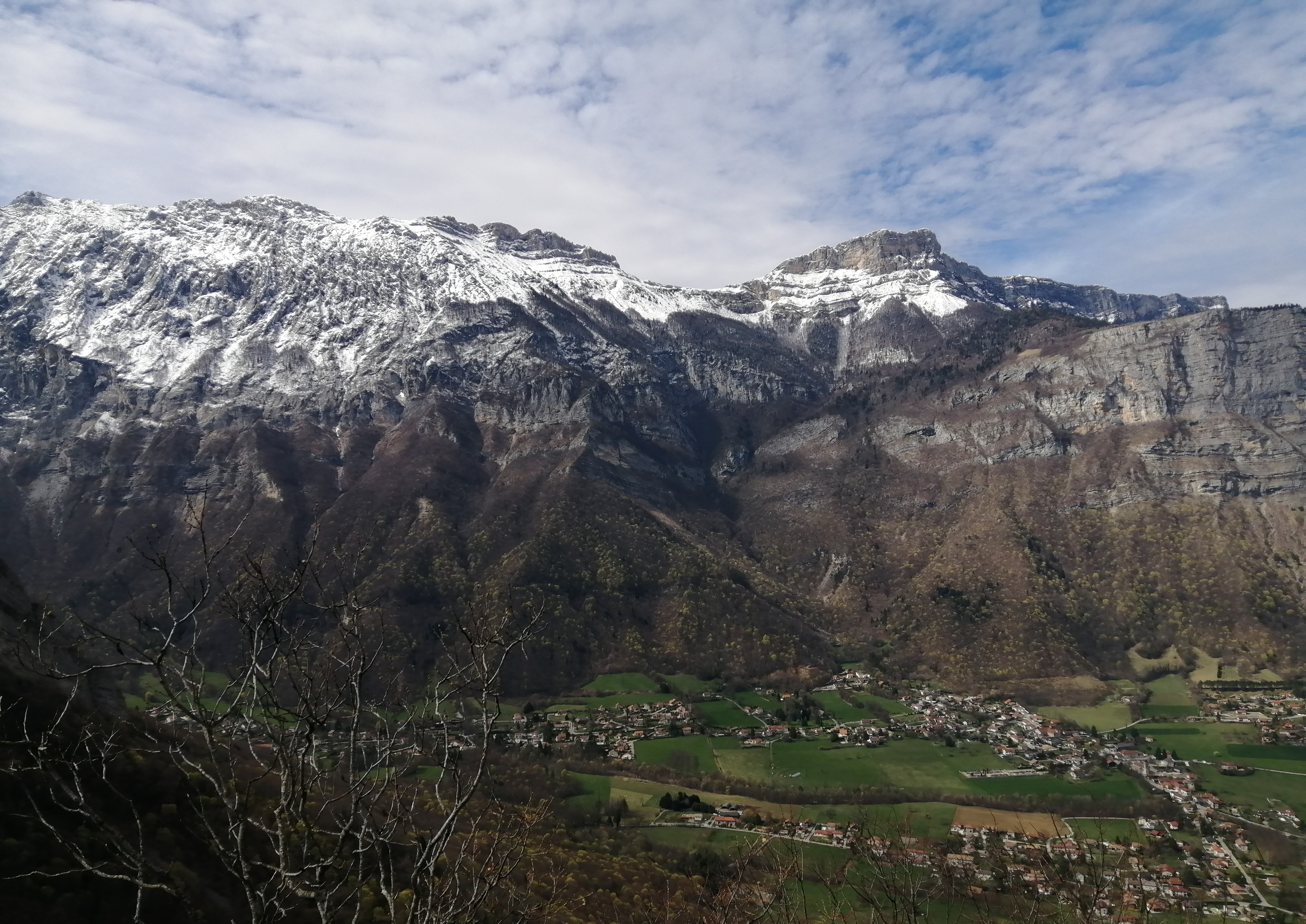
Les arêtes du Gerbier et le pic Saint-Michel au-dessus de Saint-Paul-de-Varces.